# منتخب ألمانيا تحت 20 سنة لكرة القدم
منتخب ألمانيا تحت 20 سنة لكرة القدم هو الممثل الرسمي لألمانيا في بطولات كرة القدم تحت 20 سنة، ويشرف عليه الاتحاد الألماني لكرة القدم.

## الإنجازات

### كأس العالم تحت 20 سنة لكرة القدم
- البطولة (1981)
- الوصافة (1987)

## وصلات خارجية
- Germany Youth National Teams